# 麥金托什山 (羅斯島)
77°31′S 168°41′E / 77.517°S 168.683°E
麥金托什山是南極洲的山峰，位於羅斯島，屬於凱爾山的一部分，處於特羅爾山以東3公里，海拔高度約2,600米，該山峰以地質學家命名。